# Roslawl
Roslawl [ˈrosləvlʲ] (russisch Рославль) ist eine Stadt in der Oblast Smolensk im Westen Russlands nahe der belarussischen Grenze. Sie hat 54.900 Einwohner (Stand 14. Oktober 2010).

## Geografie
Roslawl liegt am linken, westlichen Ufer des Ostjor, einem Nebenfluss des Sosch im Einzugsgebiet des Dnepr, und ist 123 km von der Gebietshauptstadt Smolensk entfernt. Nächstgelegene Stadt ist Desnogorsk etwa 35 km östlich von Roslawl.

## Geschichte

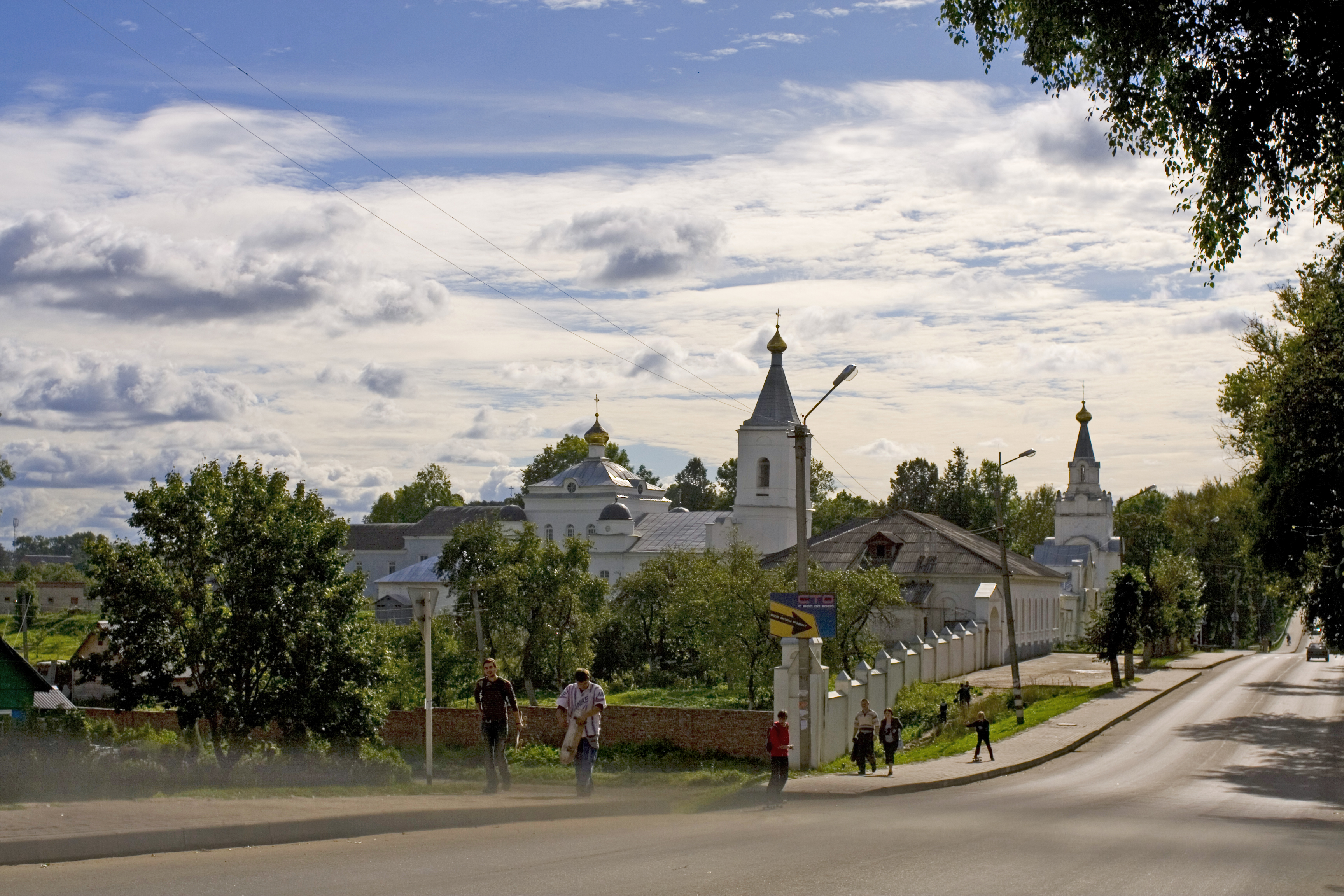
Heilig-Verklärungs-Kloster

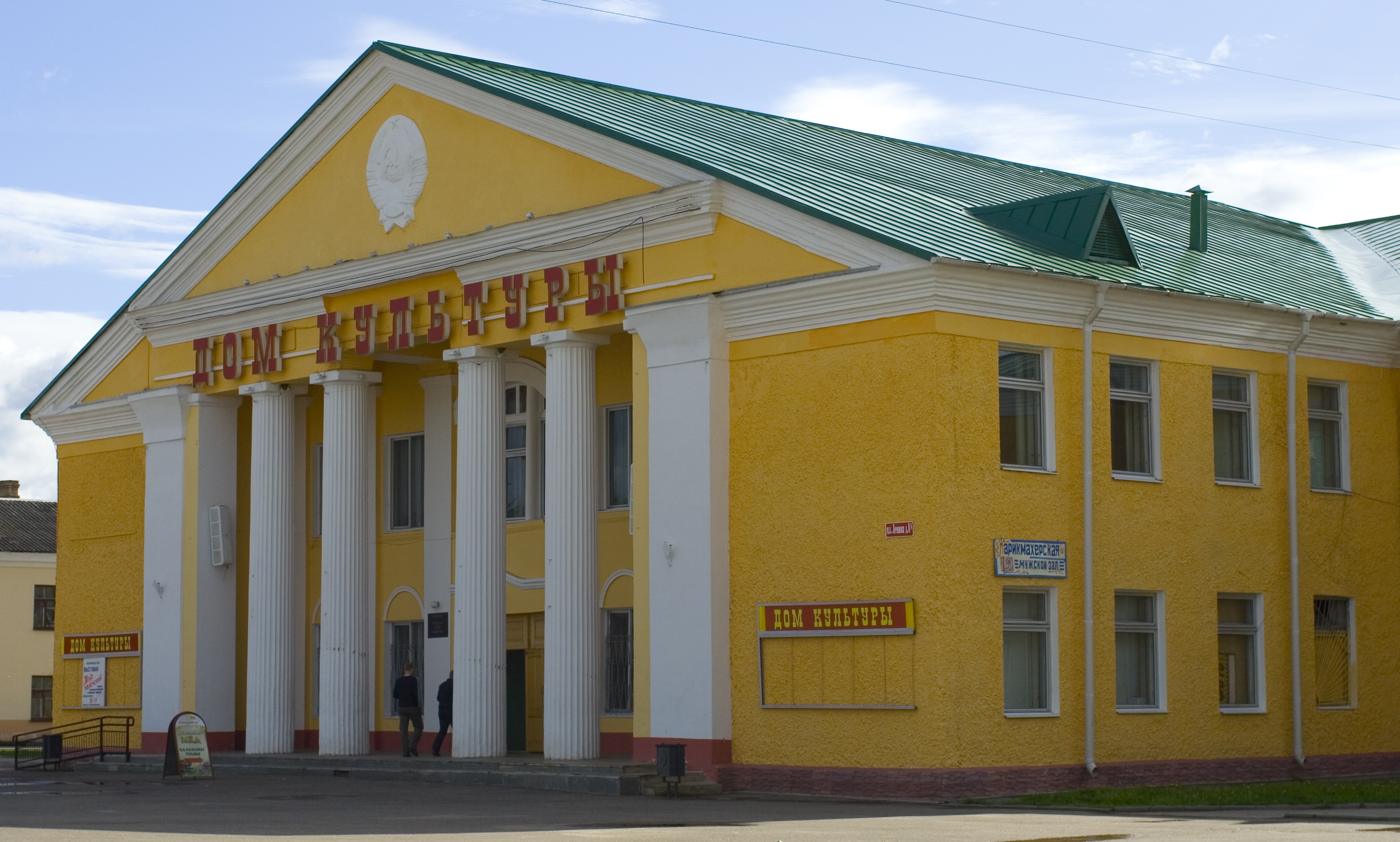
Kulturhaus in Roslawl

Roslawl wurde 1137 vom Smolensker Fürsten Rostislaw Mstislawitsch aus dem Geschlecht der Radimitschi (радимичи) als Rostislawl gegründet. Die Stadt fungierte als Verwaltungssitz am Schnittpunkt von Handelswegen.
1408 kam Roslawl an das Großfürstentum Litauen. 1654 war der Ort Schauplatz des Dritten Russisch-Polnischen Krieges, einem Konflikt der infolge einer Rebellion der ansässigen Kosaken, Krimtataren und ruthenischen Kleinbauern unter Hetman Bohdan Chmelnyzkyj gegen die Herrschaft der Polnisch-Litauischen Union entstand. 1654 eroberte der letzte Herrscher des Fürstentums Trubezk (Trubtschewsk), Alexei Nikititsch Trubezkoi, die Stadt. Im Frieden von Andrussowo wurde Roslawl (so wie die gesamte Woiwodschaft Smolensk) endgültig an Russland (Moskowien) abgetreten.
Im Zweiten Weltkrieg wurde Roslawl nach dem Angriff Deutschlands auf die Sowjetunion 1941 im Zuge der Kesselschlacht bei Smolensk von deutschen Truppen besetzt. Dabei kamen im Juli 1941 im Raum Roslawl erstmals die Raketenwerfer vom Typ Katjuscha, besser bekannt als Stalinorgel, zum Einsatz.
Die meisten der 3000 in der Stadt lebenden Juden konnten vor der deutschen Eroberung der Stadt am 3. August 1941 fliehen. Im Oktober 1941 wurden die verbliebenen 600 bis 800 Juden in einem Straßenzug ghettoisiert und Ende des Jahres von einer Einheit des Einsatzkommandos 8 unter der Leitung des Kriminalkommissars Wilhelm Döring erschossen.
Im Ort wurde von der deutschen Besatzung ein Massengrab für verhungerte oder an Seuchen gestorbene russische Kriegsgefangene angelegt.
Am 25. September 1943 wurde Roslawl von der Westfront-Formation der Roten Armee im Rahmen der Smolensker Operation befreit.
Heute ist die Stadt eine Handelsstadt und Verwaltungszentrum des Südens der Oblast Smolensk.

### Bevölkerungsentwicklung
| Jahr | Einwohner |
| ---- | --------- |
| 1897 | 17.776    |
| 1939 | 41.480    |
| 1959 | 37.433    |
| 1970 | 48.516    |
| 1979 | 56.046    |
| 1989 | 60.470    |
| 2002 | 57.701    |
| 2010 | 54.900    |

Anmerkung: Volkszählungsdaten

## Söhne und Töchter der Stadt
- Alexej Borutscheff (1911–1994), Architekt, Maler und Grafiker
- Marija Itkina (1932–2020), sowjetisch-belarussische Leichtathletin
- Sergei Konjonkow (1874–1971), Bildhauer
- Michail Mikeschin (1835–1896), Bildhauer und Maler
- Pjotr Scheremetew (1713–1788), General, Kammerherr und Mäzen